# L'esecuzione di Lady Jane Grey
(Ricoglitore italiano e straniero, ossia rivista mensuale europea di scienze, lettere, belle arti, bibliografia e varietà, 1834)
L'esecuzione di Lady Jane Grey nella Torre di Londra nell'anno 1554, abbreviato in L'esecuzione di Lady Jane Grey e citato anche come Il supplizio di Giovanna Grey (in francese: Le Supplice de Jane Grey; in inglese: The Execution of Lady Jane Grey), è un dipinto a olio su tela realizzato dal pittore francese Paul Delaroche nel 1833 e conservato nella National Gallery di Londra.

## Storia
L'opera fu eseguita dopo la rivoluzione di luglio del 1830, che aveva causato l'esilio di Carlo X, l'ultimo re dei Borboni in Francia. Il dipinto presenta delle somiglianze con l'esecuzione di Luigi XVI di Francia, il fratello di Carlo, e, soprattutto, con l'esecuzione di Maria Antonietta, destando scalpore e divenendo molto popolare al Salone di Parigi durante la sua prima esposizione nel 1834.
All'inizio venne acquistata da Anatolio Demidoff, principe di San Donato, come parte della collezione Demidoff, e poi passò nelle mani di Henry Eaton, I barone Cheylesmore, nel 1870. Alla sua morte nel 1891, l'opera raggiunse un valore di 1574 sterline dopo la sua vendita grazie alla casa d'aste Christie's l'anno seguente, con la cifra che era meno della quarta parte del prezzo iniziale dell'opera Il monarca della Glen (7245 sterline) di Edwin Landseer, uno dei dipinti più famosi dell'epoca. Fu acquistata dal figlio William Eaton, II barone Cheylesmore, che lasciò in eredità l'opera alla galleria nazionale londinese nel 1902 assieme ad altri quattro dipinti, inclusi due quadro di Landseer dalla collezione di suo padre.

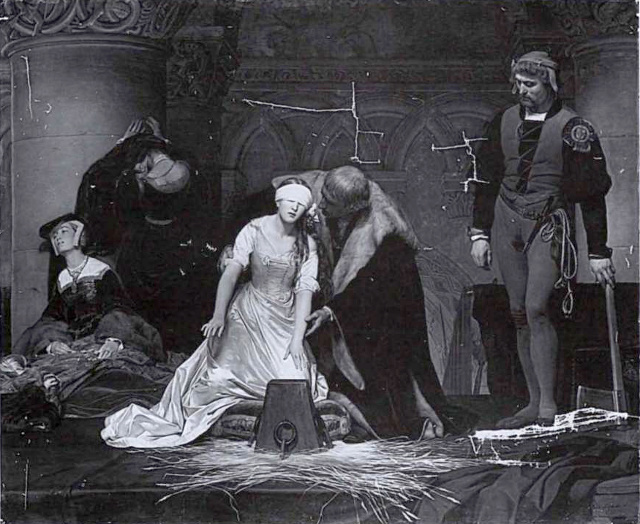
Il dipinto prima del restauro.

Per decenni si credeva che il dipinto fosse stato distrutto a causa dell'inondazione disastrosa della Tate Gallery come conseguenza dello straripamento del Tamigi nel 1928, ma nel 1973 fu riscoperto da Christopher Johnstone, il curatore della galleria, che allora stava scrivendo un libro sul pittore John Martin. Dopo aver revisionato le opere danneggiate a causa dell'inondazione in cerca di un dipinto di Martin, Johnstone trovò una sua opera, La distruzione di Pompei ed Ercolano, in ottimo stato di conservazione, arrotolata dentro l'opera di Delaroche, anche questa in ottime condizioni. Quest'ultima fu trasferita alla National Gallery, il luogo nel quale doveva essere traslata quando le collezioni d'arte nazionali furono ripartite dopo la fondazione della Tate Gallery.

## Soggetto
Lady Jane Grey, o Giovanna Grey, era la pronipote di Enrico VII d'Inghilterra e, pertanto, la nipote di Edoardo VI. Dopo la morte di Edoardo, Lady Jane fu proclamata regina d'Inghilterra ed ebbe la precedenza sulle figlie di Enrico VIII, Maria Tudor ed Elisabetta. Due settimane dopo la morte di suo fratello, Maria, che contava sull'appoggio degli inglesi, reclamò il trono, al quale Jane rinunciò dopo aver regnato per nove giorni, venendo rinchiusa assieme al suo sposo Lord Guilford Dudley e suo padre Henry Grey nella torre di Londra con l'accusa di alto tradimento. Il processo di Jane si tenne nel novembre del 1553, sebbene la morte che pesava su di lei fu sospesa temporaneamente. Nel febbraio del 1554, il padre di Jane, che era stato messo in libertà, prese parte assieme ad altri ribelli alla rivolta di Wyatt. Di conseguenza, il 12 febbraio la diciassettenne Lady Jane e suo marito furono giustiziati, mentre suo padre venne condotto al patibolo undici giorni dopo.

## Descrizione

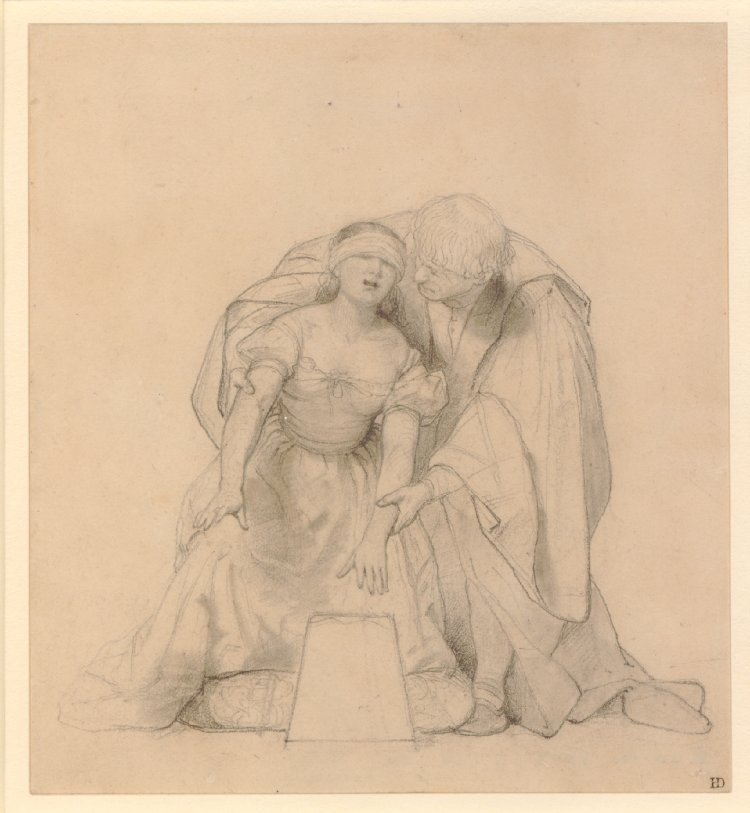
Uno studio per l'opera realizzato tra il 1832 e il 1833.

Delaroche dipinse il tema dell'esecuzione di Lady Jane nel 1833, quasi 300 anni dopo il già detto avvenimento, tenendo in conto delle fonti storiche contemporanee per poter rifletterlo con precisione. Delaroche era riuscito a forgiare la sua reputazione al Salone di Parigi grazie a dei dipinti realisti dal formato grande su delle vicende storiche famose, sebbene, nonostante la familiarità dell'artista con questi temi, esistono alcuni aspetti della tela che probabilmente non seguono la realtà.
La tela rappresenta il momento nel quale Lady Jane, con gli occhi bendati, viene aiutata a collocare la propria testa sopra il blocco per la decapitazione da un uomo che si è identificato come il barone John Brydges o con John Feckenham, il decano della chiesa di San Paolo. Durante il suo incarceramento, Jane contò sui servizi delle sue dame di compagnia, una delle quali era stata la sua infermiera durante la sua infanzia. Due di loro sono rappresentate nell'ombra, mentre mostrano il dolore che provano per quello che è sul punto di succedere.

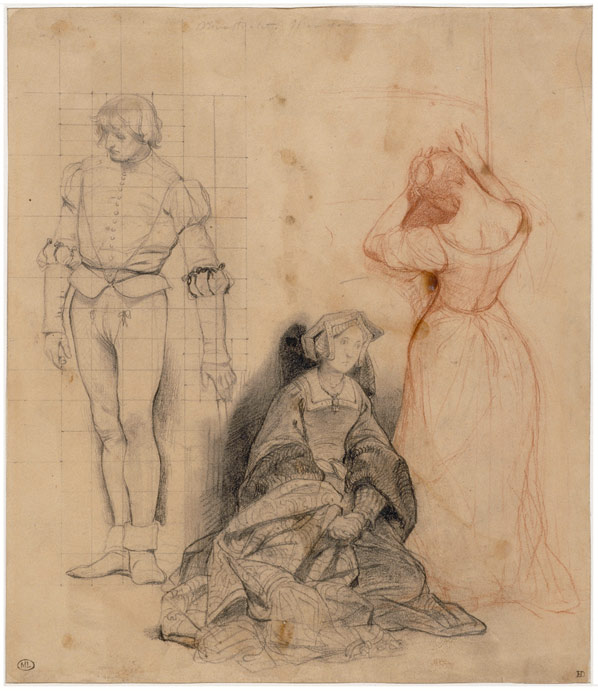
Uno studio per alcune figure dell'opera realizzato nel 1832.

Per quanto riguarda la figura di Lady Jane, questa è vestita con un corpetto e una sottoveste di colore bianco. Ciononostante, è molto poco probabile che fosse questo il colore del suo vestiario, dato che allora il bianco era riservato per le donne celibi. Inoltre, è anche altamente improbabile che Jane avesse i capelli sciolti, dato che sicuramente li portava legati per facilitare il compito del boia. Per quanto riguarda le dame d'onore, quella che è seduta tiene tra le mani un rosario cattolico, il che probabilmente non concorda con la realtà, dato che Lady Jane era protestante.
L'esecuzione avvenne all'aperto tra i terreni situati nella torre verde, all'interno della torre di Londra, dove due delle mogli di Enrico VIII, Anna Bolena e Caterina Howard, sarebbero state giustiziate anni dopo. L'opera indica che: o Delaroche non aveva familiarità con questo aspetto, elaborando il luogo in base alle sue conoscenze storiche dell'evento, o si prese una libertà artistica.
Nel quadro, l'esecuzione si svolge sopra una pedana di legno simile a quelle utilizzate nelle esecuzioni realizzate durante la rivoluzione francese. Il bordo di questa piattaforma si può osservare nel primo piano dell'immagine, coperto con un panno nero. Nella parte destra dell'opera, sullo sfondo, si trovano le scale del patibolo e la punta di due armi che indicano la presenza delle guardie, dato che l'esecuzione, pur essendo privata, vide la partecipazione di vari testimoni e in un numero molto più grande di quanto viene mostrato nell'opera. Presumibilmente, Delaroche sapeva che la torre di Londra fosse stata fondata da Guglielmo I d'Inghilterra. Nel dipinto, delle colonne normanne robuste con i capitelli, un'arcata e un grande arco creano una scenografia che indica l'antichità del luogo. Tuttavia, gli edifici della torre di Londra abbracciano i regni di vari monarchi. Di fatto, l'esecuzione avvenne fuori della cappella reale di San Pietro ad Vincula, costruita per ordine di Enrico VIII, che mostra uno stile architettonico di quasi 500 anni posteriore al suo corrispettivo nell'opera.
Risulta difficile decifrare dalla decorazione e dalla luce se l'intenzione dell'artista fosse dare l'impressione che la scena sia ambientata fuori o dentro un edificio. L'architettura raffigurata nell'opera può trovarsi tanto all'interno quanto all'esterno degli edifici normanni. L'oscurità della parte superiore del quadro suggerisce un interno, mentre la luce del giorno che invade la figure centrale suggerisce l'opposto. L'oscurità intensa che avvolge gran parte dell'opera gioca un ruolo importante nel dramma che rappresenta la scena, e non contribuisce soltanto il buio della sezione in alto del quadro, ma anche il panno che copre la pedana, il vestito della donna di spalle, il mantello del barone Chandos e le maniche del boia. Solo tre capi di abbigliamento hanno dei colori caldi nella scena: il vestito marrone della donna seduta, la pelliccia arancione del colletto del mantello del barone e i pantaloni color rosso sangue del boia.
In contrasto con l'oscurità dell'opera, la pelle pallida di Lady Jane, così come il suo corsetto e la sua sottoveste di raso bianco riflettono potentemente la luce. L'artista cattura l'attenzione dello spettatore collocando le pennellate di colore bianco più intense sul fazzoletto che copre gli occhi di Jane, così come nella zona della sua sottoveste tra la mano sinistra e il bordo del blocco.
Delaroche fece ugualmente uso dei piccoli dettagli per aumentare la drammaticità della tela. I personaggi hanno delle espressioni diverse, come i gesti di dolore e disperazione delle dame di compagnia, la tenerezza quasi paterna con la quale il decano assiste Lady Jane e il disgusto riflesso sul volto del carnefice nel dover eseguire l'esecuzione. Degli altri dettagli che spiccano sono i grossi anelli di metallo del blocco della decapitazione, che lo fissano saldamente al suolo mediante delle corde, così come il bordo affilato e a tratti logorato dell'ascia. Ghislaine Kenyon, vicedirettrice di educazione alla National Gallery, indica che la paglia pulita, collocata normalmente vicino il luogo dell'esecuzione così da assorbire il sangue, come pure il vestito bianco, sono degli elementi utilizzati dall'artista per lasciare intendere allo spettatore cosa succederà in seguito.

## Galleria d'immagini

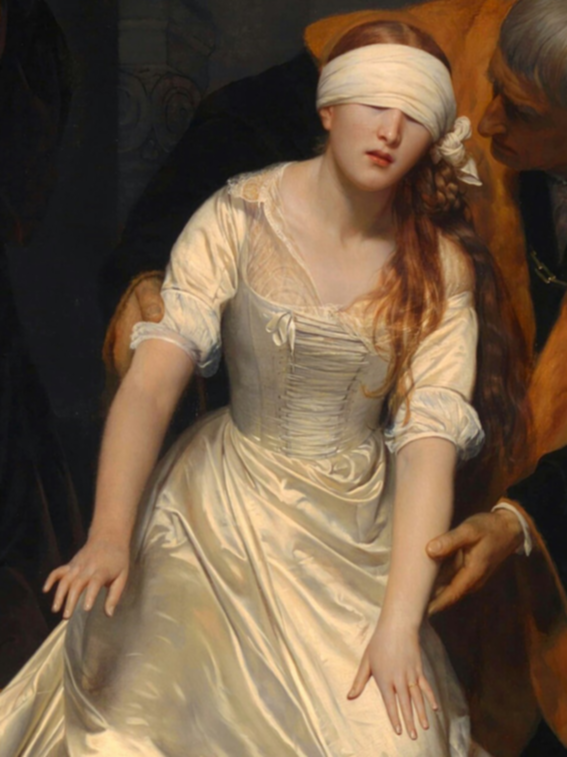
Un dettaglio del vestito di Jane Grey.
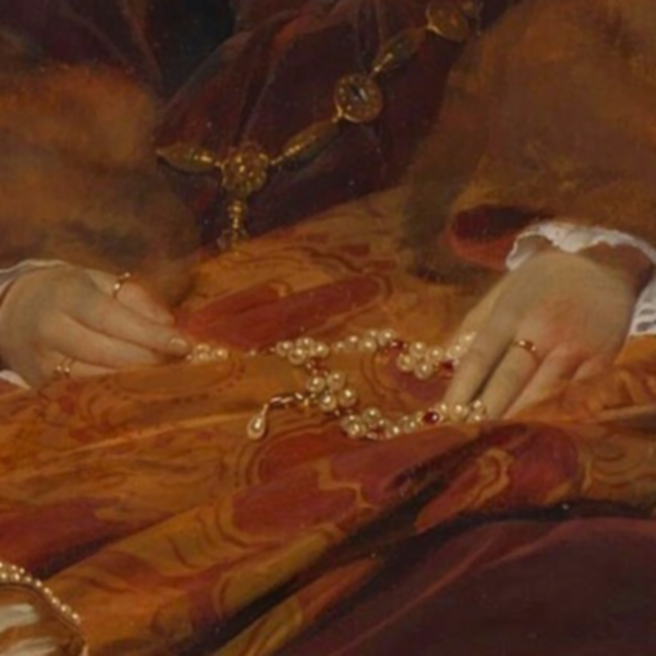
Un dettaglio del rosario di una delle dame da compagnia.
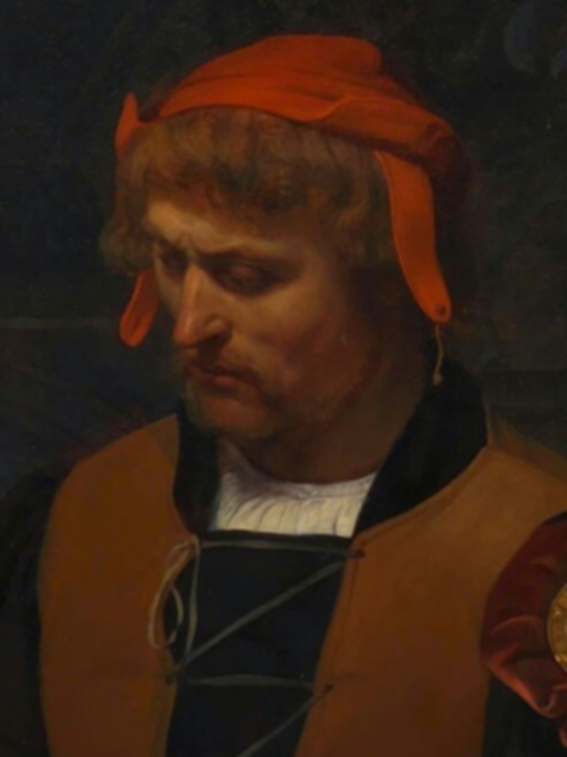
Un dettaglio del volto del boia.
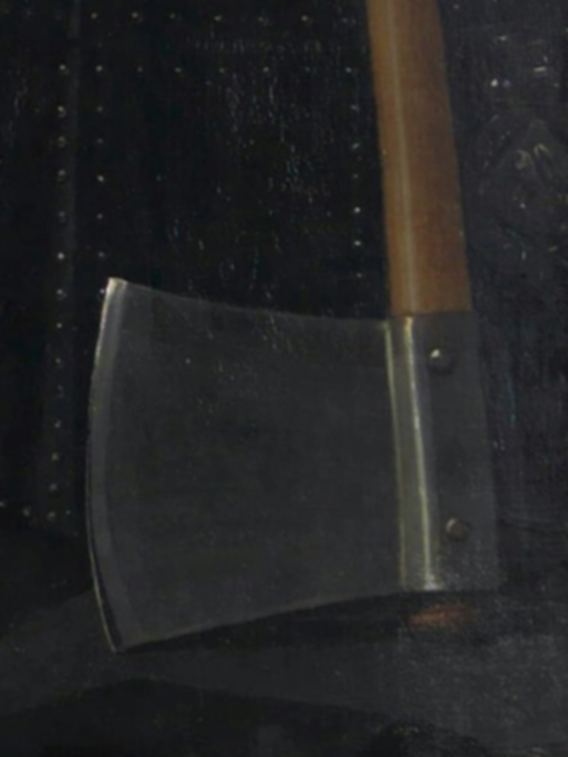
Un dettaglio dell'ascia.